# بياس (ولبة)
بلدية بِيَش أو بياس (بالإسبانية: Beas) هي بلدية تقع في مقاطعة ولبة التابعة لمنطقة أندلوسيا جنوب إسبانيا.

## الديموغرافيا
بلغ عدد سكان بلدية بياس 4.353 نسمة عام 2011 (وفقاً للمعهد الوطني الإسباني للإحصاء).
| 4.232 | 4.165 | 4.023 | 4.162 | 4.270 | 4.293 | 4.353 |